# Bosroumois
Bosroumois – gmina we Francji, w regionie Normandia, w departamencie Eure. W 2013 roku liczba ludności wynosiła 3466 mieszkańców. 
Gmina została utworzona 1 stycznia 2017 roku z połączenia dwóch ówczesnych gmin: Le Bosc-Roger-en-Roumois oraz Bosnormand. Siedzibą gminy została miejscowość Le Bosc-Roger-en-Roumois.